# قشلاق پیازی
قشلاق پیازی یکی از روستاهای استان آذربایجان شرقی است که در دهستان دستجرد بخش گوگان شهرستان آذرشهر واقع شده‌است.این روستا ۷۳۲ نفر جمعیت دارد.